# Čanakja
Čanakja (sanskrt: चाणक्य ) (oko 350. pr. Kr. – 283. pr. Kr.) bio je indijski filozof, profesor, ministar i savjetnik Čandragupte, prvog vladara Maurijskog Carstva. Poznat je i pod imenima Kautilja i Višnugupta. Smatra se i pretečom znanstvenika na područjima ekonomskih i političkih znanosti. 
Njegova najpoznatija djela su „Arthašastra“ i „Nitišastra“. U prvom od njih Čanakja otvoreno priznaje, da je sudjelovao u svrgavanju dinastije Nanda i da je omogućio Čandragupti da dođe na vlast. Svojim savjetima, pomogao mu je, da stvori veliku državu, koja se prostirala od današnjeg Irana na sjeverozapadu do države Misor na jugu. U djelu „Arthašastra“ on se detaljno bavi pitanjima monetarne i fiskalne politike, međunarodnih odnosa i ratnih strategija. S druge strane, „Nitišastra“ predstavlja raspravu o idealnom načinu života, pokazujući koliko je Čanakja detaljno proučavao indijsku kulturu i stil života. Napisao je i veliki broj aforizama u kojima savjetuje ljudima kako, da se ponašaju.